# SARS-CoV-2-RBD-тест
SARS-CoV-2-RBD-тест — иммуноферментная тест-система для выявления протективного иммунитета к COVID-19.

## История
В июне 2020 года о создании нового типа тест системы, выявляющей наличие анти-RBD-антител, заявили учёные из Университета Северной Каролины в Чапел-Хилле Прем Лакшмане и Аравинда де Сильва. Исследование с описанием механизма действия нового теста было опубликовано в журнале Science Immunology.
В сентябре 2020 года российский исследовательский центр эпидемиологии и микробиологии имени Гамалеи получил регистрационное удостоверение на производство разработанных в центре тест-систем «SARS-COV-2-RBD-ИФА-Гамалеи». Производство было организовано на базе группы компаний «Ниармедик».

## Принцип действия
Компоненты подобных тест-систем выявляют иммуноглобулины класса G к рецептор-связывающему домену (RBD) поверхностного гликопротеина S нового коронавируса. Тест показывает уровень домена RBD, который коррелирует с уровнем антител, нацеленных на него, что позволяет определить наличие у человека нейтрализующих вирус антител. При этом тест определяет наличие протективного иммунитета именно к SARS-CoV-2, так как RBD белка spike не присутствует в других коронавирусах.

## Применение
Тест-систему планировалось применять для выявления потенциальных доноров плазмы крови, которая применяется для лечения пациентов с COVID-19, определения наличия защитного иммунитета после вакцинации, а также для обнаружения наличия вирус-нейтрализующих антител у переболевших.
В девятой версии временных методических рекомендаций «Профилактика, диагностика и лечение новой коронавирусной инфекции (COVID-19)» Минздрава России указано, что для оценки напряжённости иммунитета после вакцинации рекомендовано определение анти-RBD-антител.